# Borøya (Bærum)
Borøya est une île de la commune de Bærum ,  dans le comté d'Akershus en Norvège.

## Description
L'île de 0,2 km2 se trouve l'Oslofjord intérieur au nord de l'île d'Ostøya et au sud de l'île de Kalvøya. L'îlot est constitué roche mère de type cambrien/silurien, avec des dépôts marins dans les dépressions. Il y avait autrefois une ferme sur l'île.  
Deux zones sont maintenues à l'extérieur de la réserve naturelle, il s'agit du promontoire à l'est et d'une zone côté ouest. Le MS "Rigmor" se rend régulièrement sur l'île en été. Il est permis de passer la nuit sur l'île, mais seulement deux jours à la fois.

### Réserve naturelle
La majeure partie de l'île, ainsi que les îlots voisins de Furuholmen et Saraholmen, est la réserve naturelle de Borøya depuis 2008.